# Carl Snoilsky

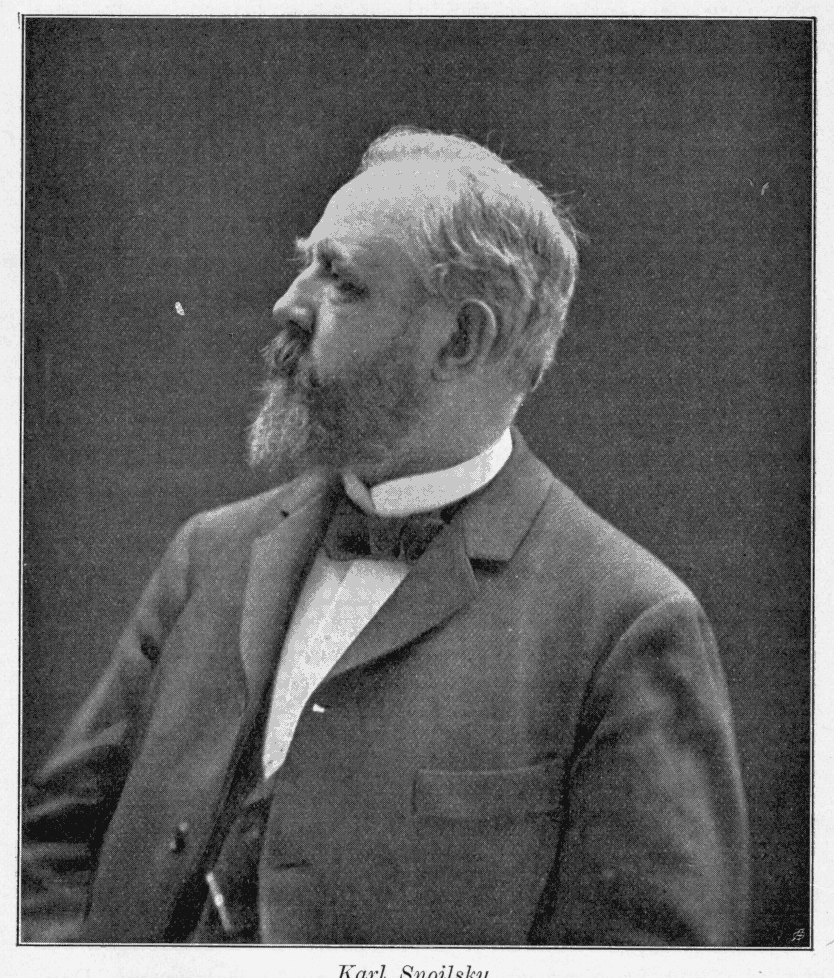
Carl Snoilsky um 1890.

Graf Carl Snoilsky (* 8. September 1841 in Stockholm; † 19. Mai 1903 ebenda) war ein schwedischer Dichter.

## Leben
Snoilsky stammt aus einer Adelsfamilie. Ab 1860 begann er ein Studium an der Universität Uppsala. Hier wurde er zum Mitglied der Namnlösa sällskapet („Namenlose Gesellschaft“) gewählt, einer Vereinigung von Dichtern, die ihre Gedichte unter Pseudonymen („Signaturen“, daher auch der Name „Signaturdichter“) veröffentlichten. Snoilsky publizierte unter dem Pseudonym „Sven Tröst“. Nach seinem Studium trat Snoilsky in den diplomatischen Dienst ein und war unter anderem in Madrid und Paris tätig. 1869 veröffentlichte Snoilsky seine ersten Gedichte unter eigenem Namen und hatte hiermit großen Erfolg.
Snoilsky arbeitete in der Folgezeit im schwedischen Außenministerium. 1876 wurde er zum Mitglied der Schwedischen Akademie gewählt. 1879 gab Snoilsky seine Stellung auf und verließ seine Frau, um mit seiner Geliebten aus Schweden fortzuziehen. Er ließ sich in Dresden nieder. 1880 heiratete er seine Geliebte. 1891 kehrte Snoilsky nach Stockholm zurück und wurde Bibliothekar an der Königlichen Bibliothek.

## Werk
In seinen frühen Gedichten feierte Snoilsky Lebensfreude, Genuss und Schönheit. Danach schrieb Snoilsky vor allem formvollendete Sonette. Sein Hauptwerk sind die in Dresden entstandenen Svenska bilder (siehe unten). In seinen letzten Lebensjahren wendete sich Snoilsky auch sozialen Fragen zu.
Snoilskys Gedichte leben weniger durch ihren gedanklichen Inhalt und ihren philosophischen Gehalt, sondern durch ihre Sinnlichkeit. Snoilsky war ein Meister der Sprache, der virtuos mit Klang und Rhythmus umgehen konnte und Gedichte von außerordentlicher Schönheit schuf.

## Svenska bilder
1886 veröffentlichte Snoilsky seine Gedichtsammlung Svenska bilder („Schwedische Bilder“). In Balladen und liedhaften Gedichten schilderte Snoilsky Ereignisse und Personen aus der schwedischen Geschichte. Snoilsky porträtiert nicht nur Könige, sondern auch Künstler wie Carl Michael Bellman und Esaias Tegnér und Wissenschaftler wie Carl von Linné. Aber auch die einfachen Menschen werden nicht vergessen, wenn Snoilsky etwa in dem Gedicht På Värnamo marknad („Auf dem Jahrmarkt von Värnamo“) die katastrophalen Folgen der staatlichen Währungspolitik für das Volk darstellt. Doch vor allem überzeugt Snoilsky auch hier durch den genialen Umgang mit der Sprache, wenn er beispielsweise in dem Gedicht Stenbocks kurir („Stenbocks Kurier“) durch den atemlosen, galoppierenden Rhythmus den wahnwitzigen Ritt des Kuriers quer durch Schweden schildert. 'Svenska bilder'' wurden von Albert Edelfelt illustriert.
Snoilskys Svenska Bilder haben bis heute neben Tegnérs Fritiofs saga und Runebergs Fähnrich Stahl in Schweden einen besonderen Status als Klassiker.